# Gummy
Ne doit pas être confondu avec Ji Yeon.
Dans ce nom coréen, le nom de famille, Yoon, précède le nom personnel.
Park Ji-yeon (Coréen : 박지연); née le 8 avril 1981 à Wando), plus connue sous son nom de scène Gummy (Coréen : 거미), est une chanteuse sud-coréenne.
Son nom de scène « Gummy » se traduit du coréen en français, « Araignée.» 

## Biographie

### Jeunesse et début de carrière
Park Ji-yeon est la fille de la chanteuse de trot, Jang Sook-jung. À l'âge de six ans, elle jouait du piano jusqu'à ce que sa famille ait des problèmes financiers et décide d'abandonner ses leçons. Avant d'être signé avec le label M-Boat Entertainment, qui était en partenariat avec le label YG Entertainment, elle a été repérée par une agence au cours de première année lors d'un festival organisé par son école. Elle a été formée et enregistré un album pendant plus de quatre ans. Il n'a jamais été sorti en raison du manque de financement et l'exposition aux médias. Son ami, Wheesung lui fait rencontré le président du label M-Boat Entertainment, Park Kyung-jin. Voyant son potentiel, Park Kyung-jin décide de la recruter dans son agence.

### Carrière
Gummy auditionne en 2001 pour être le cinquième membre du groupe Big Mama mais le président de M-Boat Entertainment, Park Kyung-jin décide qu'elle fera une carrière solo, pensant qu'elle aura beaucoup de succès. Après des années supplémentaires de formation, elle fait ses débuts en 2003 avec Like Them, son premier album qui a été vendu à plus de 75 000 exemplaires. En septembre 2004, elle sort son deuxième album It's Different. Son single Memory Loss (기억상실) devient un succès, lui faisant gagner le prix Bonsang de la dix-neuvième édition des Golden Disk Awards.
Elle sort son quatrième album Comfort le 12 mars 2008. Ce dernier avait été reporté à plusieurs reprises, car elle souhaitait sortir un album de grande qualité. Le premier single I'm Sorry (미안 해요) est un duo avec T.O.P.. En seulement cinq jours après sa sortie, le single a été classé au cours des cinq premières places sur différents sites de classements musicaux. Il a été placé en seconde place dans les classements musicaux, Jukeon, Bugs et Soribada, déplaçant le single One More Time du girl group Jewelry en troisième place.
Le 24 novembre 2013, Gummy signe un contrat avec le label C-JeS Entertainment. Elle choisit le label comme sa décision finale, la planification pour la prochaine étape de sa carrière et afin d'attirer encore plus d'attention puisqu'elle est la première chanteuse à avoir signé depuis le groupe JYJ.

## Discographie

### Musiques de films et séries télévisées
| Date de sortie | Titre                       | Titre original            | Chansons                                                 |
| -------------- | --------------------------- | ------------------------- | -------------------------------------------------------- |
| 2004           | A Moment to Remember        | 내 머리 속의 지우개       | Please Forget Me (날그만잊어요)                          |
| 2007           | HIT                         | 히트                      | Pain (통증)                                              |
| 2008           | Sunny                       | 님은 먼곳에               | My Love is Faraway (님은 먼 곳에)                        |
| 2008           | The Scale of Providence     | 신의 저울                 | Compassion (애심)                                        |
| 2008           | General Hospital 2          | 내게로 오는 길            | The Path Towards Me (내게로 오는 길)                     |
| 2009           | Telecinema Triangle         | 이별은 사랑 뒤를 따라와   | I Love You Behind The Break Up (이별은 사랑 뒤를 따라와) |
| 2009           | Will It Snow For Christmas? | 크리스마스에 눈이 올까요? | Because It's You (그대라서)                              |
| 2010           | The Housemaid               | 하녀                      | What Should I Do                                         |
| 2010           | Daemul                      | 대물                      | I Love You Even If You Die (죽어도 사랑해)               |
| 2010           | Finding Mr. Kim             | 김종욱 찾기               | Love Recipe (러브 레시피)                                |
| 2013           | That Winter, The Wind Blows | 그 겨울, 바람이 분다      | Snowflower (눈꽃)                                        |
| 2013           | My Master's Sun             | 주군의 태양               | Day And Night (낮과 밤)                                  |
| 2014           | Three Days                  | 쓰리 데이즈               | You're Calling Me (날 부르네요)                          |

## Clips musicaux
- 2003 : If You Come Back To Me (그대 돌아오면) (Feat. Wheesung)
- 2008 : I'm Sorry (미안해요) (Feat. T.O.P.)
- 2010 : Because You're a Man (남자라서) (Feat. Kim Hyun-joong & Jung Ryeo-won)
- 2010 : Love Recipe (러브 레시피) (Feat. Bobby Kim)